# Хашин, Александр Борисович
Александр Борисович Хашин (псевдоним Цви Авербуха; 25 августа [6 сентября] 1886 (1888), Березино, Минская губерния — 16 сентября 1938, Москва) — еврейский писатель и редактор, публицист, критик. Старший брат В. Б. Авербуха. Расстрелян в 1938 году, реабилитирован посмертно.

## Биография
Родился в состоятельной мещанской семье. Получил традиционное еврейское религиозное образование в хедере и иешиве. Будучи студентом, был среди основателей левосионистской партии «Поалей Цион». Начал печататься с 1911 года, писал на иврите и идише. Его первые публикации появились в «Дер фрайнд» (Варшава). В 1912 году редактировал журнал «Ха-Ахдут» (Иерусалим). После начала Первой мировой войны в 1914 переехал в США. В 1916 году редактировал еженедельник «Идишер кемфер» (совместно с Д. Бен-Гурионом). Сотрудничал в еврейских периодических изданиях («Вархайт», «Дер идишер конгрес», «Хаторан»). 
После Февральской революции 1917 года — в России. Жил в Одессе, редактируя «Дос найе лебн» и альманах «Цайгн». Когда Добровольческая армия А. И. Деникина захватила Украину, бежал от наступавших белых частей в Берлин (1920). Посвятил себя, главным образом, литературной деятельности. Его статьи были опубликованы в «Критик» (Вена), «Бихер велт» (Варшава) и «Ин шпан» (Берлин). В 1924 году снова вернулся в Советскую Россию. 
До ареста зав. отделом искусств газеты «Дер эмес» в Москве. Проживал : Москва, ул. 1-я Мещанская, д. 66/68, кв. 65.
Арестован 5 января 1938 года органами НКВД. Внесен в Сталинский расстрельный список «Москва-центр» от 12 сентября 1938 года по 1-й категории («за» Молотов, Жданов). 16 сентября 1938 года Хашин был осужден к ВМН ВКВС СССР по обвинению в «нелегальном проникновении в СССР для к.-р. сионистской деятельности». Расстрелян в тот же день в одной группе из 120 осужденных.  Место захоронения — спецобъект НКВД «Коммунарка».
Реабилитирован посмертно 15 декабря 1956 года ВКВС СССР.